# Серджо Леоне
Серджо Леоне (італ. Sergio Leone, [ˈsɛːrdʒo leˈoːne], нар. 3 січня 1929 — пом. 30 квітня 1989) — італійський кінорежисер, ім'я якого пов'язане із напрямком в історії кіно, що отримав назву спагеті-вестерну. Серджо Леоне зняв небагато фільмів, але більшість із них увійшли до класики світового кінематографу: «Доларова трилогія» (куди увійшли фільми «За жменю доларів», «На декілька доларів більше», та «Хороший, поганий, злий»), «Одного разу на Дикому Заході», «Одного разу в Америці».

## Біографія
Серджо Леоне народився в родині одного з піонерів італійського кіно Роберто Роберті (Roberto Roberti) та актриси німого кінематографу Біче Валеріан, тож на знімальному майданчику бував ще в дитинстві. У школі його однокласником певний час був Енніо Морріконе, майбутній композитор, з яким Леоне тісно співпрацював. У 18 років Серджіо покинув навчання на юридичному факультеті університету, й пішов працювати в кіно.
Першою його роботою стала посада помічника режисера на зніманні «Викрадачів велосипедів» Вітторіо де Сіки. Потім він взявся писати сценарії до фільмів у стилі пеплум, тобто історичних драм на тему античної історії. Леоне працював помічником режисера у широкомасштабних постановках студії Чінечітта, спонсорованих американцями: «Кво вадіс», «Бен-Гур». Коли режисер фільму «Останні дні Помпеї» захворів, Леоне закінчив фільм. Як наслідок, йому довірили дебютувати із фільмом «Колос Родоський» (1961). На той час Леоне вже опанував уміння знімати малобюджетні фільми, які виглядали, як американські блокбастери.

## Доларова трилогія
На початку 60-их історичні драми почали виходити з моди, й Леоне звернувся до жанру вестерн. Користуючись популярністю вестернів у США, європейські, зокрема італійські, кінематографісти створили свій власний піджанр вестерну, який стали називати спагеті-вестерном. Це зазвичай були малобюджетні фільми, які знімалися в Європі з європейськими акторами, у яких створювався симулякр Дикого Заходу з ковбойською героїкою. Для свого першого фільму в цьому стилі Леоне запозичив сюжет з японського фільму Акіри Куросави «Охоронець». У своєму римейку Леоне помістив дію в Техас, і запросив для правдоподібності одного автентичного американського актора — маловідомого Клінта Іствуда. Фільм, знятий в Іспанії, отримав назву «За жменю доларів» і мав надзвичайний комерційний успіх. Леоне створив новий тип героя, що дуже відрізнявся від героїв американських вестернів. Його герой, якого зіграв Іствуд — людина без імені, вовк-самітник, мисливець за головами, погано виголений, часто брудний, із сумнівними моральними засадами, імпонував глядачам. Успіху фільму сприяла також експериментальна музика Морріконе.
Леоне скористався успіхом свого першого вестерну, й одразу ж зняв другий — «На декілька доларів більше» (1965), запросивши на підмогу Іствуду ще одного американця — Лі Ван Кліфа. Третій фільм циклу «Хороший, поганий, злий» (1966) став класикою жанру, і, мабуть, найпопулярнішим і найкращим вестерном за всю історію кіно. У ньому знався ще один американський актор — Елай Воллак.

## Якось, колись, одного разу
Після успіху Доларової трилогії компанія Paramount Pictures запросила Леоне до США і довірила знімання фільму «Одного разу на Дикому Заході». Фільм знімався в Іспанії, Італії, і, окремі сцени, в Юті, головні ролі виконували Чарлз Бронсон, Генрі Фонда, Клаудія Кардінале. Це була довга, повільна мрійлива медитація на тему міфології Дикого Заходу, сценарій якої Леоне написав зі своїм другом Серджо Донаті. У Європі він пройшов із успіхом. У США Paramount безжально обрізала його, щоб увіпхнути в рамки стандартного сеансу, і касові збори не вражали.
Це був перший із трьох фільмів Леоне, які об'єднувала схожа назва: Once upon a Time in the West, Once upon a Time in Mexico (неофіційна назва) та Once upon a Time in America. Італійці називають ці три фільми «Трилогія часу» (Trilogia del tempo).
У фільмі «Пригнись, телепню» (італ. Giù la Testa), відомому також під назвами «За жменю динаміту» та «Одного разу в Мексиці», Леоне спочатку планував бути тільки продюсером, але потім посварився з режисером Петером Богдановичем, і взявся за режисуру сам. Фільм присвячений подіям Мексиканської революції.
У 1984 Леоне завершив фільм «Одного разу в Америці», над яким працював 10 років. Фільм досліджує міфологію американського гангстерства. Із ним сталася та ж історія, що й з фільмом «Якось на Дикому Заході» — американський кінопрокат розцінив фільм, тривалістю 4 години, надто довгим, і обрізав його до двох годин, випрямивши сюжетну лінію. У США фільм провалився, витривалі європейці переглянули його з цікавістю. Тільки після того, як фільм видали на DVD без купюр, американська критика сказала: «Ти, ба!».
В останні роки свого життя Леоне планував зняти фільм про Ленінградську блокаду, але цей план йому не вдалося здійснити. У березні 1989 року він приїжджав до СРСР для переговорів щодо проекту майбутньої картини. А вже 30 квітня, повернувшись до Риму, Серджо Леоне помер від інфаркту міокарда біля телевізора.
Режисер до кінця життя був одружений з Карлою Леоне, у подружжя було троє дітей: дочки Франческа і Рафаелла, син Андреа.

## Фільмографія

### Режисер
- 1959 — Останні дні Помпеї / Gli ultimi giorni di Pompei
- 1961 — Колос Родоський / Il Colosso di Rodi
- 1964 — За жменю доларів / Per un pugno di dollari
- 1965 — На декілька доларів більше / Per qualche dollaro in più
- 1966 — Хороший, поганий, злий / Il buono, il brutto, il cattivo
- 1968 — Одного разу на Дикому Заході / C'era una volta il West
- 1971 — За жменю динаміту / Giù la testa
- 1984 — Одного разу в Америці / C'era una volta in America